# 卡隆直口非鯽
卡隆直口非鯽，為輻鰭魚綱鱸形目隆頭魚亞目慈鯛科的其中一種，分布於非洲Kalungwishi河流域，體長可達9.9公分，棲息水質清澈、流動快速的溪流，生活習性不明。

## 擴展閱讀
維基物種上的相關：卡隆直口非鯽